# Абсолютный чемпионат СССР по боксу 1936
Абсолютный чемпионат СССР по боксу 1936 года прошёл в Москве 22 октября. Это был первый такой чемпионат. Сразу после учреждения титула абсолютного чемпиона Виктор Михайлов («Динамо», Москва) послал вызов 19-летнему на тот момент Николаю Королёву, который представлял общество «Спартак» (Москва). Бой продолжался 6 раундов по 3 минуты. По итогам судейского совещания, матч окончился со счётом 7:2 в пользу Николая Королёва, который и был провозглашён первым абсолютным чемпионом страны.